# S’il suffisait d’aimer
S’il suffisait d’aimer – francuskojęzyczny studyjny album Céline Dion, wydany 7 września 1998 roku. 13 października 1998 album ukazał się także w Stanach Zjednoczonych pod tytułem S’il suffisait d’aimer / If Only Love Could Be Enough.
Krążek jest drugim po D’eux najlepiej sprzedającym się francuskojęzycznym albumem wszech czasów. Album stał się także drugim francuskojęzycznym wydawnictwem (po D’eux) któremu udało się zdobyć złotą płytę w Wielkiej Brytanii. Płyta była promowana trzema komercyjnymi singlami - Zora sourit, S’il suffisait d’aimer oraz On ne change pas. W 1999 roku wydano z niej także dwa promocyjne single - En attendant ses pas i Je crois toi.

## Lista utworów
| #   | Tytuł                                                                   | Autorzy                 | Czas trwania |
| --- | ----------------------------------------------------------------------- | ----------------------- | ------------ |
| 1.  | Je crois toi (I Believe You)                                            | J.J. Goldman            | 5:05         |
| 2.  | Zora sourit (Zora Smiles)                                               | J.J. Goldman, J. Kapler | 3:51         |
| 3.  | On ne change pas (We Don't Change)                                      | J.J. Goldman            | 4:09         |
| 4.  | Je chanterai (I Will Sing)                                              | J.J. Goldman            | 4:10         |
| 5.  | Terre (Earth)                                                           | E. Benzi                | 4:17         |
| 6.  | En attendant ses pas (Waiting for His Steps)                            | J.J. Goldman            | 4:07         |
| 7.  | Papillon (Butterfly)                                                    | E. Benzi                | 4:01         |
| 8.  | L’abandon (Desertion)                                                   | J.J. Goldman            | 4:27         |
| 9.  | Dans un autre monde (In Another World)                                  | J.J. Goldman            | 4:38         |
| 10. | Sur le même bateau (On the Same Boat)                                   | J.J. Goldman            | 4:25         |
| 11. | Tous les blues sont écrits pour toi (All the Blues Are Written for You) | J.J. Goldman            | 4:48         |
| 12. | S’il suffisait d’aimer (If Only Love Could Be Enough)                   | J.J. Goldman            | 3:35         |

## Certyfikaty i sprzedaż
| Kraj              | Certyfikat          | Sprzedaż  | Najwyższa pozycja |
| ----------------- | ------------------- | --------- | ----------------- |
| Austria           | złota płyta         | 25 000    | 3                 |
| Belgia (Flandria) | platynowa płyta     | 50 000    | 2                 |
| Belgia (Walonia)  | platynowa płyta     | 50 000    | 1(4)              |
| Europa            | 2 x platynowa płyta | 2 000 000 | -                 |
| Francja           | diamentowa płyta    | 1 500 000 | 1(4)              |
| Holandia          | złota płyta         | 60 000    | 5                 |
| Japonia           | -                   | 35 000    | 37                |
| Kanada            | 4 x platynowa płyta | 400 000   | 1                 |
| Niemcy            | -                   | -         | 11                |
| Polska            | złota płyta         | 50 000    | 5                 |
| Stany Zjednoczone | -                   | 110 000   | -                 |
| Szwajcaria        | 2 x platynowa płyta | 125 000   | 1(5)              |
| Wielka Brytania   | złota płyta         | 100 000   | 17                |